# Назаров Сагдулла
Сагдулла Назаров (1906, кишлак Бакашрак, тепер Шафірканського району Бухарської області, Узбекистан — ?) — радянський узбецький діяч, голова Бухарського облвиконкому Узбецької РСР. Депутат Верховної Ради СРСР 2-го скликання.

## Життєпис
Народився в бідній дехканській родині. Закінчив середню школу.
Член ВКП(б) з 1928 року.
Працював вчителем, завідувачем школи в Шафірканському районі. До 1937 року — завідувач Шафірканського районного відділу народної освіти.
З 1937 року — голова виконавчого комітету Шафірканської районної ради Бухарської області.
До 1940 року — голова виконавчого комітету Бухарської міської ради Бухарської області.
У 1940 — після 1946 року — голова виконавчого комітету Бухарської обласної ради депутатів трудящих.
Одночасно був начальником дільниць на будівництві Великого Узбецького тракту та Катта-Курганського водосховища.
На 1950 рік — начальник Головного управління колгоспного та сільського будівництва Узбецької РСР..
Подальша доля невідома.

## Нагороди
- орден Вітчизняної війни ІІ ст. (1945)
- орден Трудового Червоного Прапора (25.12.1944)
- три ордени «Знак Пошани» (1945, .01.1946, 1950)
- медаль «За трудову доблесть»
- медалі